# Tikhonravov (cratère martien)
Pour les articles homonymes, voir Tikhonravov.
Tikhonravov est un cratère d'impact de 386 km de diamètre situé sur Mars dans le quadrangle d'Arabia par 13,4º N et 35,8º E. Il a été nommé en référence à l'ingénieur russe en aéronautique Mikhaïl Tikhonravov (1900-1974).
Il fait partie des cratères dits « à piédestal, » caractérisés par des éjectas d'altitude plus élevée que le terrain environnant, en raison d'une plus grande résistance à l'érosion.
Comme d'autres cratères d'Arabia Terra, il est possible que le cratère Tikhonravov ait, par le passé, abrité un lac, en relation avec le système de vallées Naktong-Scamander-Mamers ; des chenaux de flux et refux ont d'ailleurs été identifiés.